# Patrick Blanc

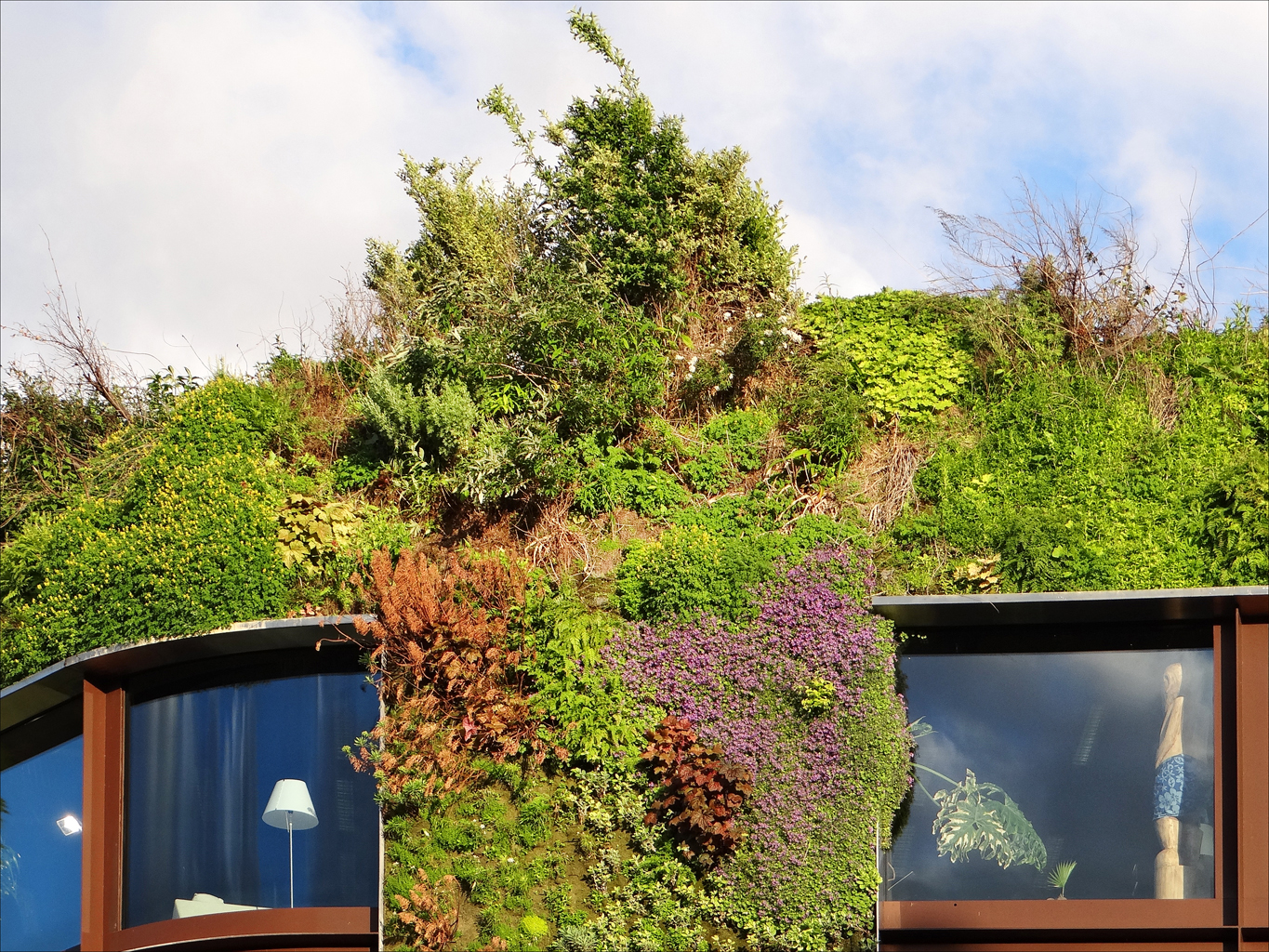
Punt més alt del mur vegetal del Museu de Quai Branly en el 2012.

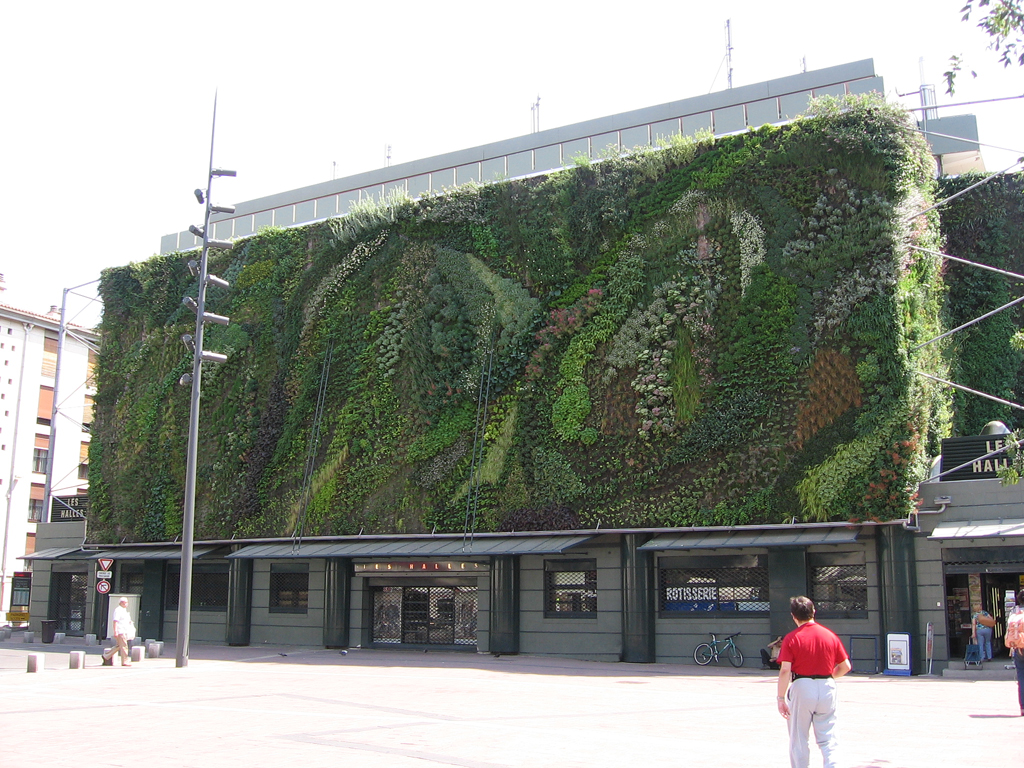
Halles, Avinyó (2005) en el moment de la seva creació.

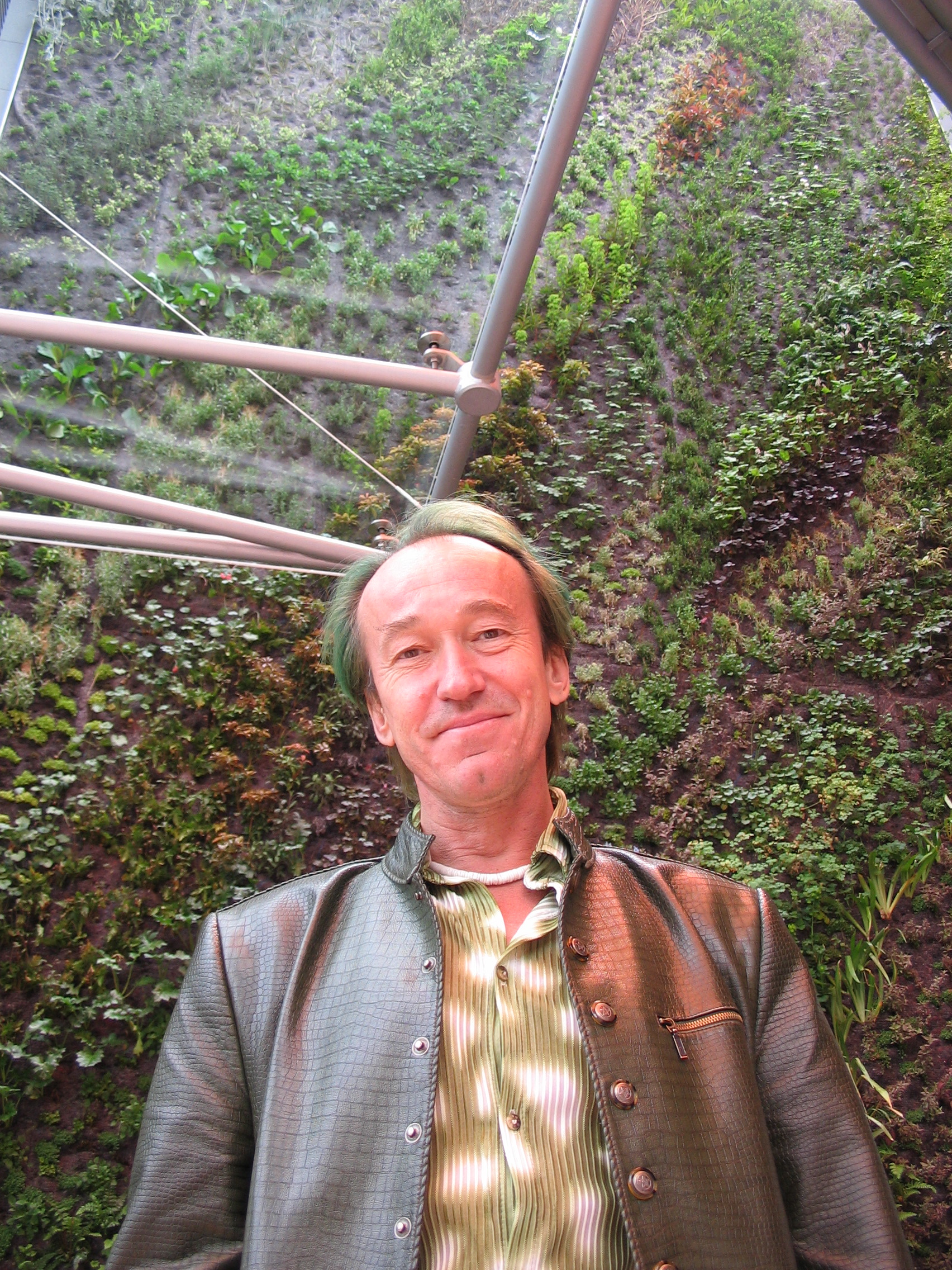
Patrick Blanc davant del mur vegetal del centre comercial quatre Temps (2006), a La Défense, (Puteaux).

Patrick Blanc va néixer al 3 de juny de 1953 a París, és biòleg, botànic, investigador del CNRS, on és especialista en plantes tropicals de sotabosc. És l'inventor del concepte de murs vegetals tal com es descriu a continuació:
| « | El seu concepte de mur vegetal sobre feltre va néixer durant la seva infància quan tenia entre 12 i 13 anys: on va voler filtrar l'aigua del seu aquari, està inspirat en una revista d'aquariofília alemanya per utilitzar arrels de Philodendron que extreu l'excés de sals minerals i nitrogen. Aquesta planta d'interior que puja cap amunt, va tenir la idea de fixar-la al mur cobert amb un tauler de feltre (feltre de fibres de coco, llana de roca, esfàgnum i, finalment, feltre sintètic a prova de podridura) per tal de desenvolupar les seves arrels tant com sigui possible. Esdevingut un botànic, va descobrir, el 1972, les plantes tropicals epífites, saxicòtiques i mirmecòfites i les va adaptar als seus Aquesta planta d'interior puja cap amunt, va tenir la idea de fixar-la al mur cobert amb un tauler de feltre (feltre de fibres de coco, llana de roca, esfagnum i, finalment, Aquesta planta d'interior puja cap amunt, va tenir la idea de fixar-la al mur cobert amb un tauler de feltre (feltre de fibres de coco, llana de roca, esfagnum i, finalment, feltre sintètic a prova de podridura) per tal de desenvolupar les seves arrels tant com sigui possible. Esdevingut un botànic, va descobrir, el 1972, les epífites de les plantes tropicals, saxicòtiques i mirmecòfites i les va adaptar als seus murs. | » |

Aquest tipus de realització evoca les nocions de l'enginyeria ecològica i el quinzè objectiu HQE, excepte que aquest fomenta l'ús de més espècies locals, almenys a l'aire lliure.

## Alguns èxits
- 1986: primer mur vegetal, realitzat a la Cité des sciences et de l'industrie a París
- 1994: Festival des jardins de Chaumont-sur-Loire
- 1996: Hivernacle del Jardí Botànic de Tolosa de Llenguadoc
- 1998: mur vegetal de la Fondation Cartier a París
- 2000: mur vegetal a l'aquari de Gènova (Itàlia)
- 2000: mur vegetal del Fòrum cultural al Le Blanc-Mesnil (França)
- 2001: mur de l'hotel Pershing Hall a París
- 2003: mur de l'ambaixada de França a Nova Delhi
- 2004: edifici administratiu del Museu del Quai Branly (Museu de les arts tribals) a París, el més gran del món en aquella època amb 15000 plantes de 150 espècies en 800 m².
- 2005: façana nord dels salons d'Avinyó
- 2005: plaça Vinet a Bordeus (amb Michel Desvigne)
- 2005: Astralia, Ciutat de l'Espai a Tolosa de Llenguadoc
- 2006: mur en el pas entre l'estació de l'est i l'estació del nord. (Accés gratuït a la 21 rue d'Alsace a París i a la 141 rue du Faubourg Saint-Denis, entre les 7 hores i les 19 hores). 
El seu més gran assoliment (1400 m2 de superfície i 27 m d'altura ...)
- 2006: mur a l'Espai Weleda, 8è districte de París
- 2006: Mur vegetal de La Défense
- 2007: mur de la botiga BHV Hommes, 4t districte de París
- 2007: mur vegetal CaixaForum Madrid
- 2008: Museu d'Història Natural a Tolosa de Llenguadoc
- 2008: arc de la glorieta Gran Teatre de Provença a Ais de Provença (650 m² sobre 15 metres d'altura amb 22.000 plantes)[2]
- 2008: Torre de Cristal a Madrid
- 2008: mur vegetal Galeries Lafayette a Berlín
- 2008: Leamouth Development a Londres
- 2010: sostre d'un dels hivernacles del Jardí de les Plantes, a París
- 2011: Drew School San Francisco
- 2012: mur vegetal de la llibraria Dussmann KulturKaufhaus, Berlín[3]
- 2017: Llogaret de marques McArthurGlen Provença a Miramàs a les Boques del Roine

## Exposicions
- 2006: « Folies végétales », Espace EDF Electra, du 8 décembre 2006 au 18 mars 2007.[4]

## Eponímia
Begonia blancii, nova espècie descoberta a l'illa de Palawan, a les Filipines, ha estat nomenada en el seu honor.

## Galeria

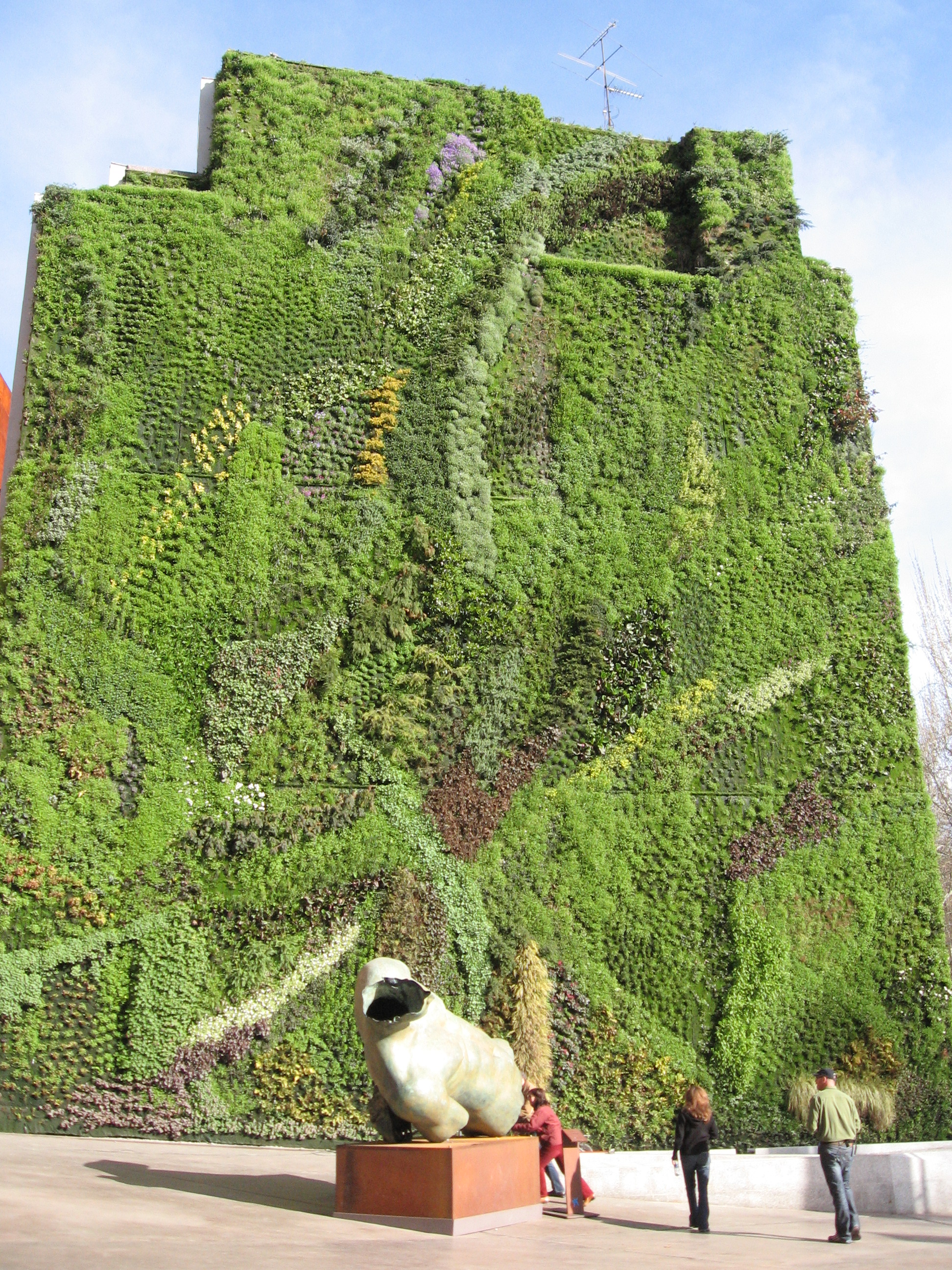
El mur vegetal de CaixaForum Madrid després de la seva creació el 2007.
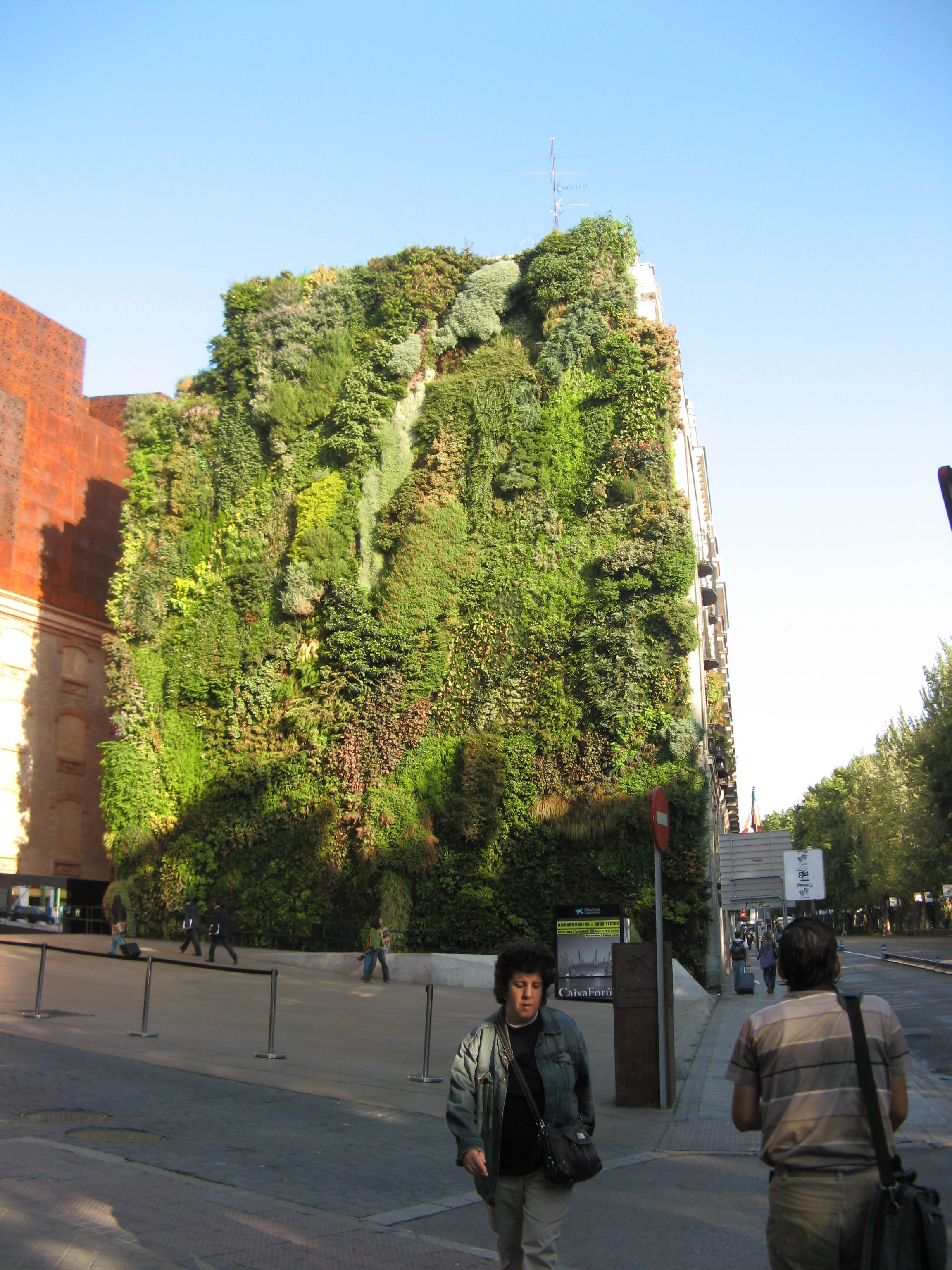
CaixaForum en el 2009.
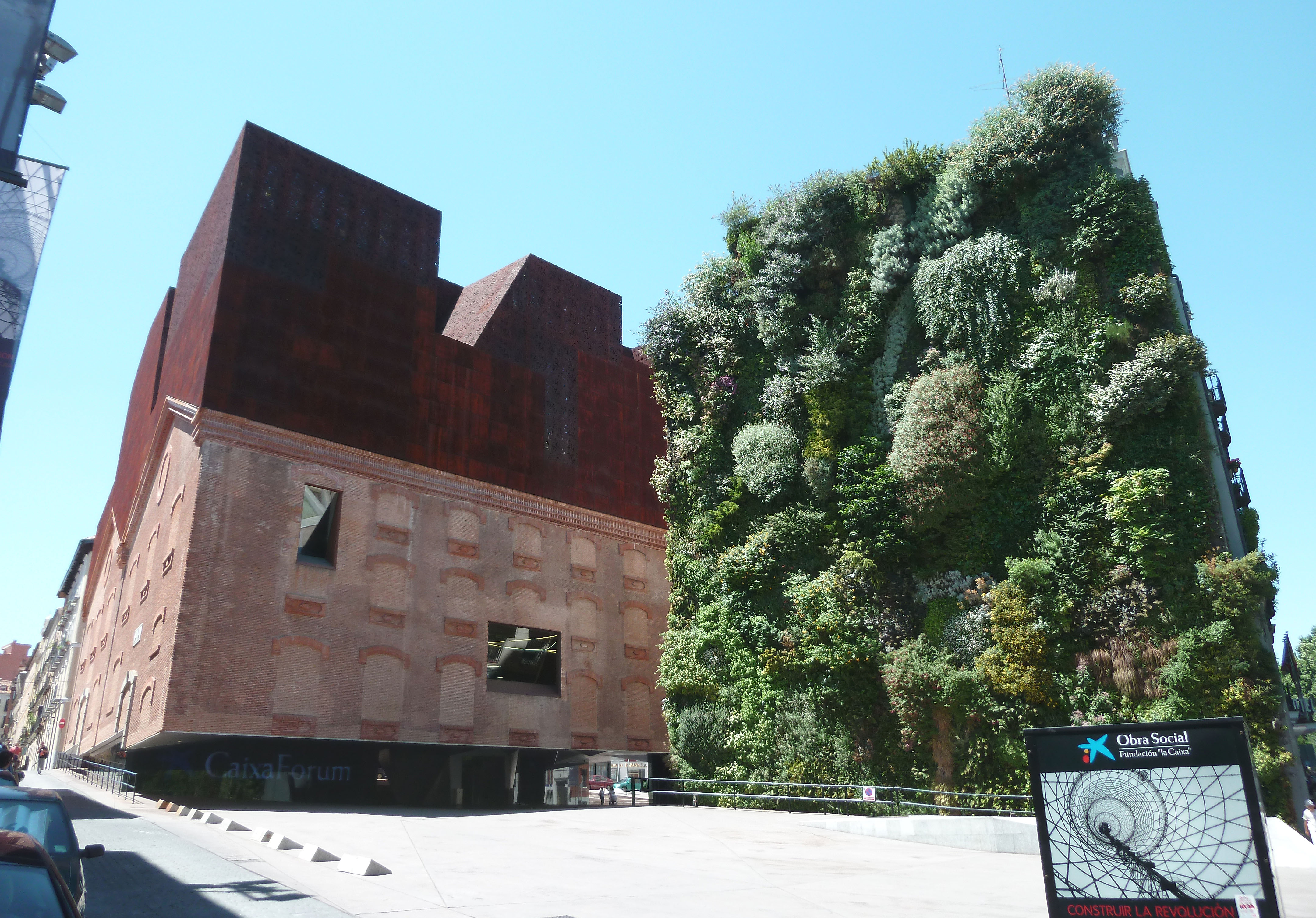
CaixaForum en el 2011, que mostra l'evolució de la vegetació en 4 anys.
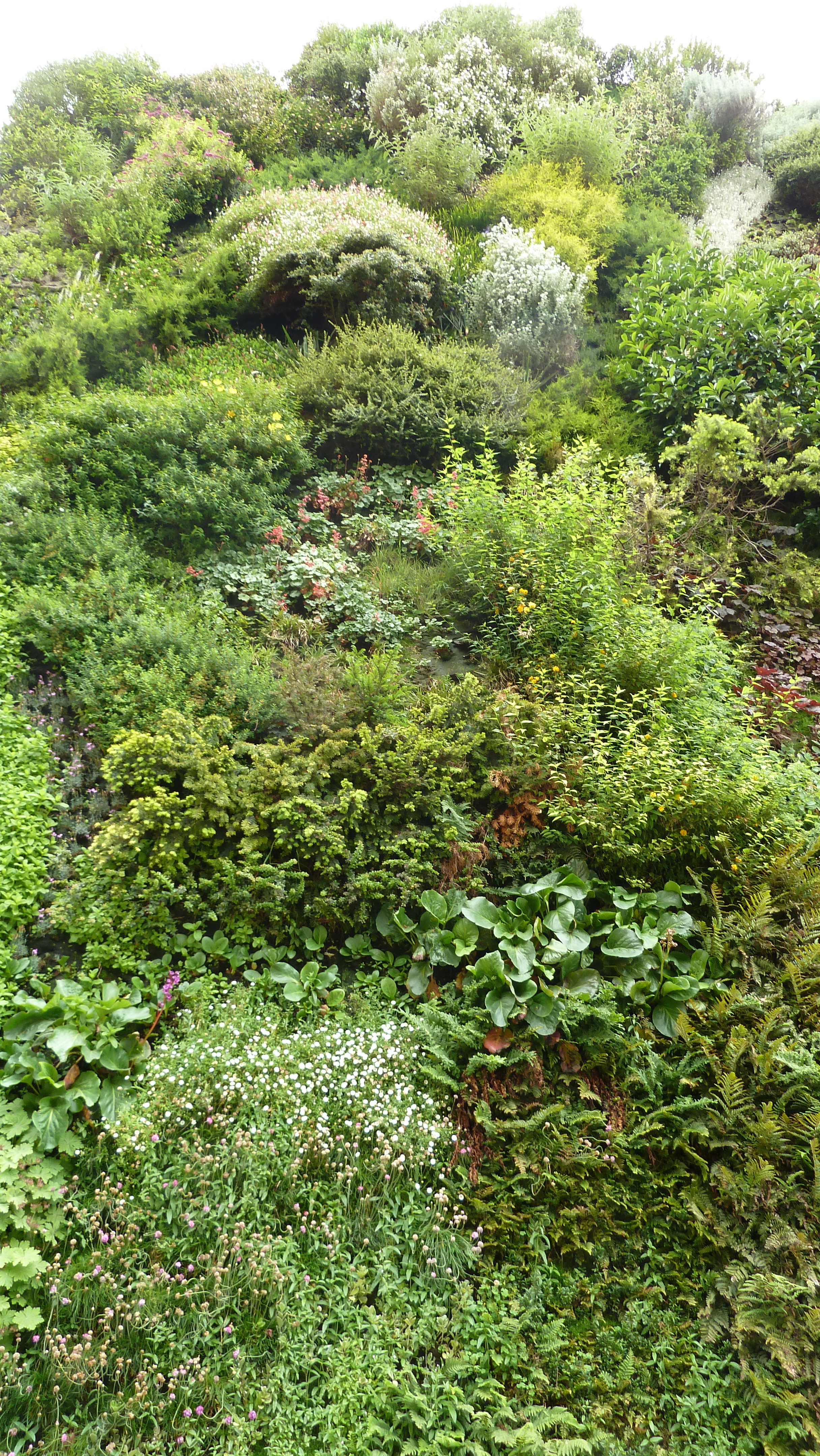
Detall de CaixaForum en el 2011.
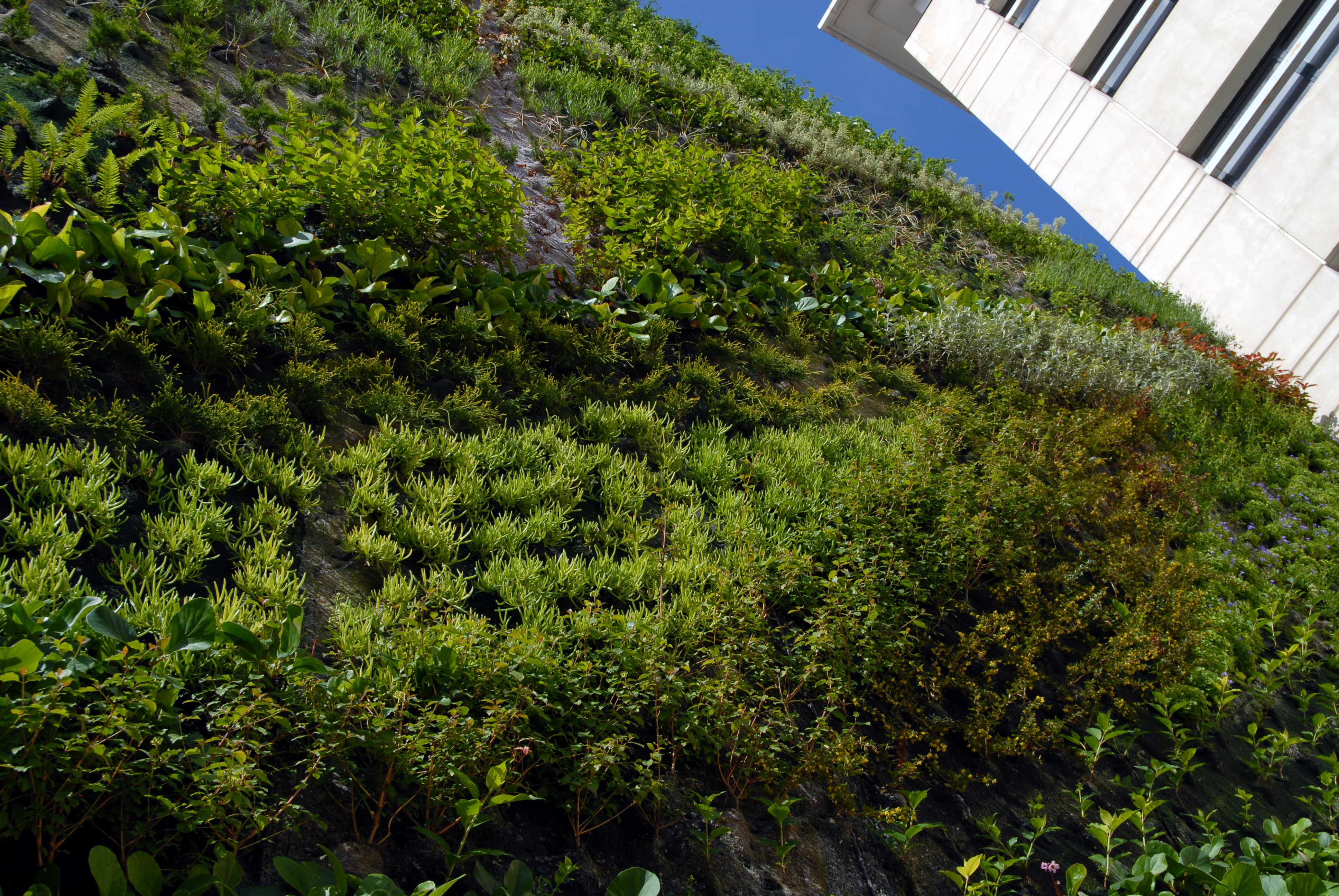
Mur vegetal de l'arc de la glorieta del Gran Teatre de Provença, a Ais de Provença (2008).